# Referendum w Wenezueli w 2009 roku

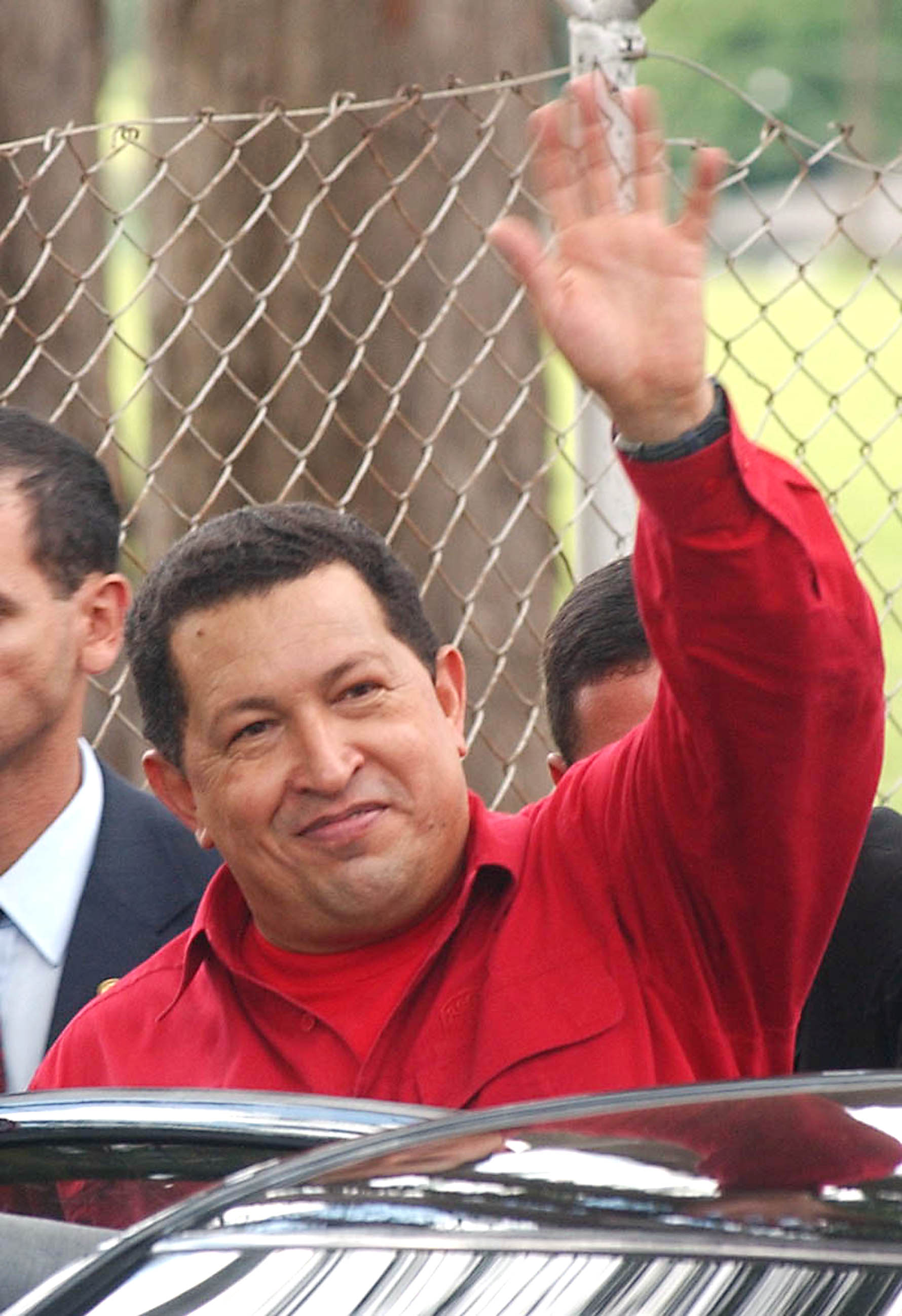
Hugo Chávez

Referendum w Wenezueli w 2009 roku – referendum przeprowadzone 15 lutego w sprawie zniesienia limitu kadencji dla wybieralnych funkcjonariuszy państwowych, w tym prezydenta. Konstytucja Wenezueli, uchwalona w 1999 roku w drodze referendum, wcześniej ustanawiała limit trzech kadencji dla deputowanych i limit dwóch kadencji dla innych stanowisk.

## Pytanie
Wenezuelczycy odpowiadali na następujące pytanie:

¿Aprueba usted la enmienda de los artículos 160, 162, 174, 192 y 230 de la Constitución de la República, tramitada por la Asamblea Nacional, que amplia los derechos polĂticos del pueblo, con el fin de permitir que cualquier ciudadano o ciudadana en ejercicio de un cargo de elección popular, pueda ser sujeto de postulación como candidato o candidata para el mismo cargo, por el tiempo establecido constitucionalmente, dependiendo su posible elección, exclusivamente, del voto popular?

co można tłumaczyć jako:

Czy zatwierdza Pan/Pani zmianę artykułów 160, 162, 174, 192 i 230 Konstytucji Republiki, uchwaloną przez Zgromadzenie Narodowe, która rozszerza prawa polityczne obywateli w celu umożliwienia, aby każdy obywatel lub obywatelka pełniący funkcję w drodze wyborów powszechnych mógł ubiegać się o reelekcję na to samo stanowisko, na czas określony konstytucyjnie, zależnie wyłącznie od głosu wyborców?

## Wyniki
| Odpowiedź          | Odpowiedź           | Głosy ważne         | Głosy nieważne      |
| TAK                | NIE                 | Głosy ważne         | Głosy nieważne      |
| ------------------ | ------------------- | ------------------- | ------------------- |
| 6 310 482 (54,85%) | 5 193 839 (45,14%)  | 11 517 642          | 206 582             |
| Frekwencja:        | 11 724 224 (69,92%) | 11 724 224 (69,92%) | 11 724 224 (69,92%) |
| Źródła:            |                     |                     |                     |